# Henry Campbell Black
Henry Campbell Black (17 d'octubre del 1860 – 19 de març de 1927) fou l'editor del Black's Law Dictionary (El diccionari de dret d'en Black), el diccionari de terminologia legal més important dels Estats Units i un dels diccionaris de referència a tot el món, publicat per primera vegada el 1891.
Nascut a Ossining, Estat de Nova York, fou també l'editor de l'obra The Constitutional Review, des del 1917 fins a la seva mort, el 1927.

## Llibres
- Black, Henry Campbell. Handbook of American Constitutional Law.  West, 1895 [Consulta: 23 novembre 2013].
- Black, Henry Campbell. A Dictionary of Law: Containing Definitions of the Terms and Phrases of American and English Jurisprudence, Ancient and Modern : Including the Principal Terms of International, Constitutional, and Commercial Law : with a Collection of Legal Maxims and Numerous Select Titles from the Civil Law and Other Foreign Systems.  The Lawbook Exchange, Ltd., 1891. ISBN 9780963010605 [Consulta: 23 novembre 2013].
- 1910 edition free e-book Black, Henry Campbell. A Law Dictionary: Containing Definitions of the Terms and Phrases of American and English Jurisprudence, Ancient and Modern : and Including the Principal Terms of International, Constitutional, Ecclesiastical and Commercial Law, and Medical Jurisprudence, with a Collection of Legal Maxims, Numerous Select Titles from the Roman, Modern Civil, Scotch, French, Spanish, and Mexican Law, and Other Foreign Systems, and a Table of Abbreviations.  West Publishing Company, 1910 [Consulta: 23 novembre 2013].